# Kubanskölden
Kubanskölden (tyska Kubanschild eller Ärmelschild Kuban) var en tysk militär utmärkelse som tilldelades soldater som hade hållit brohuvuden, särskilt Kubanbrohuvudet, en ställning vid floden Kuban i norra Kaukasus år 1943. Kubanskölden instiftades av Adolf Hitler den 21 september 1943 och förärades omkring 50 000 mottagare.
På skölden anges tre brohuvuden, där särskilt svåra strider utkämpades: KRYMSKAJA (Krymsk), LAGUNEN (laguner vid Azovska sjön) och NOWORO-SSIJSK (Novorossijsk).

### Webbkällor
- ”Kuban Shield” (på engelska). Wehrmacht-Awards.com. Arkiverad från originalet den 7 december 2012. https://www.webcitation.org/6Ck3cUCqb?url=http://www.wehrmacht-awards.com/campaign_awards/shields/kuban.htm. Läst 7 december 2012.